# Стенсруд, Ингрид
И́нгрид Сте́нсруд (норв. Ingrid Stensrud; в замужестве И́нгрид Миха́льсен, норв. Ingrid Michalsen; род. 23 апреля 1986) — норвежская кёрлингистка.
В составе женской сборной Норвегии участник трёх чемпионатов мира (лучший результат — девятое место в 2010) и шести чемпионатов Европы (лучший результат — шестое место в 2010). Четырёхкратная чемпионка Норвегии среди женщин. В составе юниорской женской сборной Норвегии участник трёх чемпионатов мира (лучший результат — пятое место в 2006).
В «классическом» кёрлинге (команда из четырёх человек одного пола) в основном играет на позиции второго.

## Достижения
- Чемпионат Норвегии по кёрлингу среди женщин: золото (2006, 2009, 2014, 2015), бронза (2020)[2].

## Команды
| Сезон   | Четвёртый         | Третий                  | Второй                                     | Первый                                     | Запасной                                       | Турниры                              |
| ------- | ----------------- | ----------------------- | ------------------------------------------ | ------------------------------------------ | ---------------------------------------------- | ------------------------------------ |
| 2004—05 | Кристин Скаслиен  | Marte Bakk              | Solveig Enoksen                            | Ингрид Стенсруд                            | Марианне Рёрвик                                | ЧМЮ 2005 (6 место)                   |
| 2005—06 | Кристин Скаслиен  | Marte Bakk              | Solveig Enoksen                            | Ингрид Стенсруд                            | Аннелине Скорсмоэн                             | ЧМЮ 2006 (5 место)                   |
| 2006—07 | Кристин Скаслиен  | Marte Bakk              | Solveig Enoksen                            | Ингрид Стенсруд                            | Аннелине Скорсмоэн                             | ЧМЮ 2007 (6 место)                   |
| 2008—09 | Марианне Рёрвик   | Хенриетте Лёвар         | Ингрид Стенсруд (ЧЕ) Кристин Скаслиен (ЧМ) | Кристин Скаслиен (ЧЕ) Ингрид Стенсруд (ЧМ) | Кристин Лёвсет                                 | ЧЕ 2008 (11 место) ЧМ 2009 (9 место) |
| 2009—10 | Марианне Рёрвик   | Линн Гитмарк            | Хенриетте Лёвар                            | Кристин Скаслиен                           | Ингрид Стенсруд тренер: Петтер Моэ             | ЧЕ 2009 (7 место)                    |
| 2009—10 | Кристин Скаслиен  | Аннелине Скорсмоэн      | Ингрид Стенсруд                            | Kjersti Husby                              |                                                |                                      |
| 2009—10 | Линн Гитмарк      | Хенриетте Лёвар         | Ингрид Стенсруд                            | Кристин Скаслиен                           | Кристин Лёвсет                                 | ЧМ 2010 (9 место)                    |
| 2010—11 | Линн Гитмарк      | Хенриетте Лёвар         | Ингрид Стенсруд                            | Кристин Скаслиен                           | Марианне Рёрвик (ЧМ) тренер: Тормод Андреассен | ЧЕ 2010 (5 место) ЧМ 2011 (10 место) |
| 2011—12 | Линн Гитмарк      | Хенриетте Лёвар         | Ингрид Стенсруд                            | Кристин Скаслиен                           | Марианне Рёрвик                                | ЧЕ 2011 (10 место)                   |
| 2012—13 | Линн Гитмарк      | Кристине Ведум Давангер | Ингрид Стенсруд                            | Кристин Скаслиен                           | Camilla Groeseth                               | ЧЕ 2012 (12 место)                   |
| 2012—13 | Линн Гитмарк      | Пиа Трульсен            | Ингрид Стенсруд                            | Camilla Groeseth                           | Хенриетте Лёвар                                |                                      |
| 2019—20 | Кристине Давангер | Юлие Мольнар            | Ингрид Михальсен                           | Ингвиль Скага                              | Аннелине Скорсмоэн                             | ЧНЖ 2020                             |

(скипы выделены полужирным шрифтом)